# Harpactea alexandrae
Harpactea alexandrae là một loài nhện trong họ Dysderidae.
Loài này thuộc chi Harpactea. Harpactea alexandrae được miêu tả năm 2006 bởi Lazarov.